# الیسون دوس سانتوس
الیسون دوس سانتوس (پرتغالی: Alison dos Santos؛ زادهٔ ۳ ژوئن ۲۰۰۰) دونده اهل برزیل است.
وی در مسابقات کشوری و بین‌المللی در مجموع برندهٔ ۲ مدال طلا، ۱ مدال نقره شده‌است.